# Ronald Schilp
Ronald Schilp (Amsterdam, 17 ottobre 1959) è un ex cestista olandese.

## Carriera
Con i Paesi Bassi ha disputato i Campionati mondiali del 1986 e tre edizioni dei Campionati europei (1983, 1985, 1987).